# Pastís d'arròs
El pastís d'arròs és una especialitat limburguesa procedent de les regions de Verviers (Lieja) i també del Limburg belga i neerlandès. Els habitants de Verviers elaboren aquest pastís, conegut també com a dorêye, amb una pasta de macarrons sota l'arròs, si bé en altres regions s'emplena amb cireres o altres fruites.